# Melissa McBride

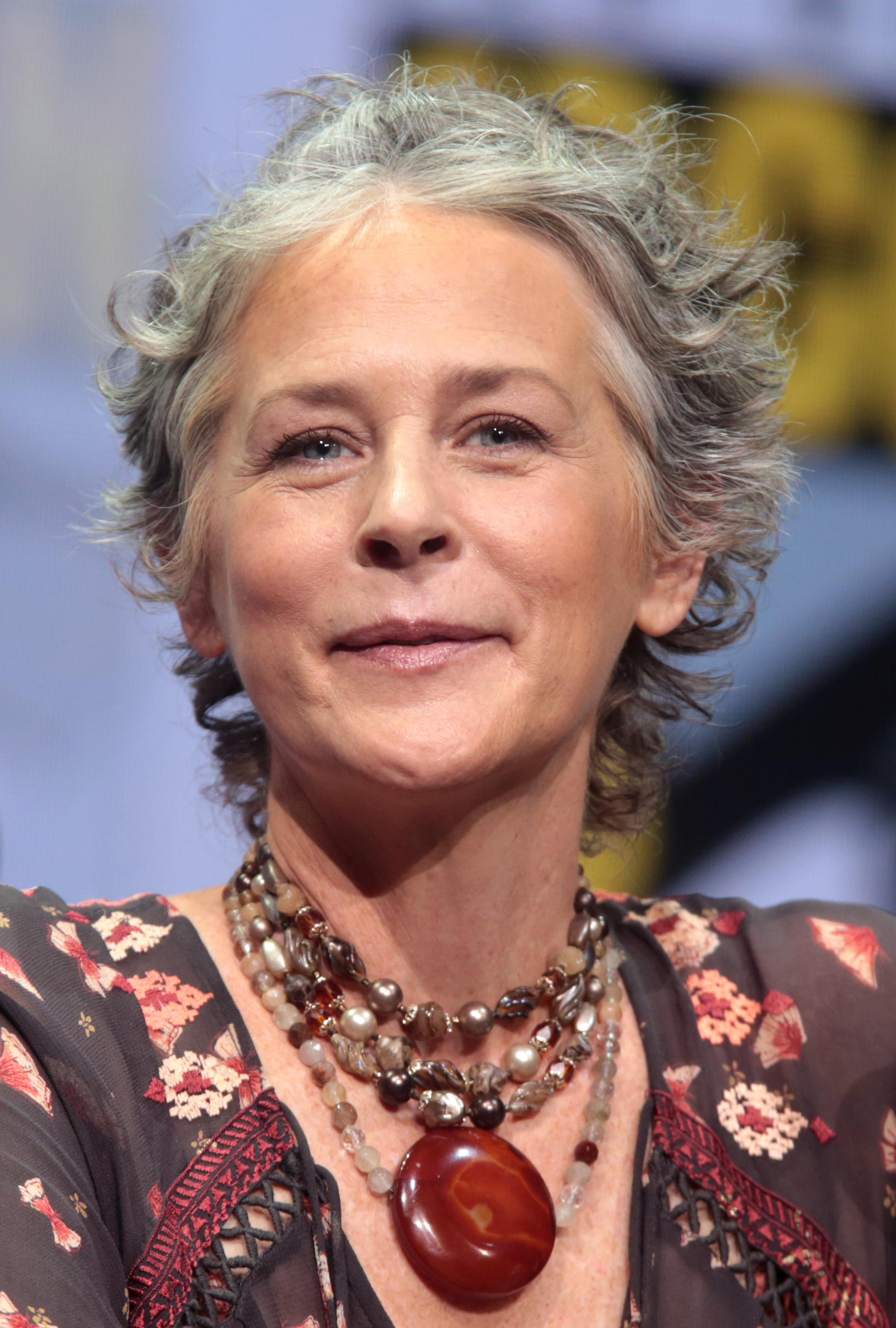
Melissa McBride auf der San Diego Comic-Com (2017)

Melissa Suzanne McBride (* 23. Mai 1965 in Lexington, Kentucky) ist eine US-amerikanische Schauspielerin. Ihren Durchbruch hatte McBride mit ihrer Hauptrolle der Carol Peletier in der Fernsehserie The Walking Dead.

## Leben und Karriere
Melissa McBride übernahm ihre erste Rolle 1993 in einer Folge der Serie Matlock. Es folgten Rollen in verschiedenen Fernsehserien und -filmen. 2002 agierte sie in einer Nebenrolle in dem Spielfilm Lost Heaven. 2007 war sie in einer kleinen Rolle in dem Horror-Thriller Der Nebel zu sehen.
Einem größeren Publikum wurde McBride bekannt, als sie ab 2010 in der Fernsehserie The Walking Dead eine Nebenrolle als Carol Peletier – die sich von einer unterdrückten Hausfrau zu einer selbstbewussten Kämpferin entwickelt – übernahm. Ab der zweiten Staffel gehörte sie zur Hauptbesetzung der Serie.
Seit den 1980er-Jahren lebt McBride in Atlanta.

## Filmografie (Auswahl)
- 1993: Matlock (Fernsehserie, Folge 8x10)
- 1994: In der Hitze der Nacht (In the Heat of the Night, Fernsehserie, Folge 4x23–4x24)
- 1995: American Gothic – Prinz der Finsternis (American Gothic, Fernsehserie, Folge 1x05)
- 1996: Blutige Macht – So wahr uns Mord helfe (A Season in Purgatory, Fernsehfilm)
- 1996: Profiler (Fernsehserie, Folge 1x01)
- 1997: Anleitung zum Mord (Close to Danger, Fernsehfilm)
- 1997: Flucht ohne Wiederkehr (Any Place But Home, Fernsehfilm)
- 1997: Walker, Texas Ranger (Fernsehserie, Folge 6x03–6x04)
- 1998, 2003: Dawson’s Creek (Fernsehserie, 3 Folgen)
- 1999: Die Silicon Valley Story (Pirates of Silicon Valley, Fernsehfilm)
- 2002: Lost Heaven
- 2007: Der Nebel (The Mist)
- 2010–2022: The Walking Dead (Fernsehserie, 125 Folgen)
- 2017: Robot Chicken (Fernsehserie, eine Folge)
- 2018: Fear The Walking Dead (Fernsehserie, Folge 4x01)
- seit 2023: The Walking Dead: Daryl Dixon (Fernsehserie)